# Taphozous mauritianus
Taphozous mauritianus — є одним з видів мішкокрилих кажанів родини Emballonuridae.

## Поширення
Країни поширення: Ангола, Бенін, Ботсвана, Камерун, Центральноафриканська Республіка, Чад, Коморські Острови, Конго, Демократична Республіка Конго, Кот-д'Івуар, Екваторіальна Гвінея, Ефіопія, Габон, Гамбія, Гана, Кенія, Мадагаскар, Малаві, Маврикій, Мозамбік, Намібія, Нігерія, Реюньйон, Сан-Томе і Принсіпі, Сенегал, Сейшельські острови, Сьєрра-Леоне, Сомалі, Південна Африка, Судан, Есватіні, Танзанія, Того, Уганда, Замбія, Зімбабве. Зазвичай знаходиться у вологих, відкритих місцях проживання і саванових регіонах. Часто зустрічається в населених пунктах, де спочиває під дахами будинків.

## Загрози та охорона
В цілому, цьому виду істотно нічого не загрожує. Живе у багатьох охоронних територіях на африканському континенті.